# Lygropia leucocepsalis
Lygropia leucocepsalis is een vlinder uit de familie van de grasmotten (Crambidae). De wetenschappelijke naam van deze soort is voor het eerst voorgesteld door George Francis Hampson in een publicatie uit 1912. De spanwijdte van het vrouwtje bedraagt 30 millimeter.
Deze vlinder komt voor in Maleisië (Borneo) en is voor het eerst ontdekt in Sandakan door William Burgess Pryer.